# Fritz Chervet
Fritz Chervet (* 1. Oktober 1942 in Bern; † 29. August 2020 in Meyriez) war ein Schweizer Profi-Boxer. Er wurde 1972 Europameister und verteidigte den Titel fünfmal. Zweimal kämpfte Chervet gegen Chartchai Chionoi um den WM-Titel.

## Leben und Karriere
Fritz Chervet stammte aus einer Boxerfamilie, und sein Wunsch war schon als Teenager, Profiboxer zu werden. Unter der Leitung des Berner Trainers Charly Bühler setzte er dessen Stil, eine möglichst undurchdringliche Doppeldeckung und Vermeidung von Kopftreffern, konsequent um.
Chervet startete seine Profikarriere 1962 und holte sich mit seinem Sieg gegen Fernando Atzori im Jahr 1972 den Europameistertitel im Fliegengewicht. Im Jahr darauf unterlag er beim Kampf um den vakanten Weltmeistertitel im National Stadium Gymnasium in Bangkok dem Thailänder Chartchai Chionoi. 1974 forderte er Chionoi beim Kampf im Hallenstadion Zürich heraus. Dabei verlor Fritz Chervet nach Punkten. 1976 beendete er seine Profiboxkarriere und wurde Hilfsweibel und Garderobier im Bundeshaus.
Fritz Chervet starb im Alter von 77 Jahren. Er war einer der erfolgreichsten Schweizer Profiboxer.
Fritz Chervet war der Onkel des späteren Schweizer Meisters Alain Chervet.

### Fritz Chervet gegen John McCluskey, 1969 im Hallenstadion Zürich

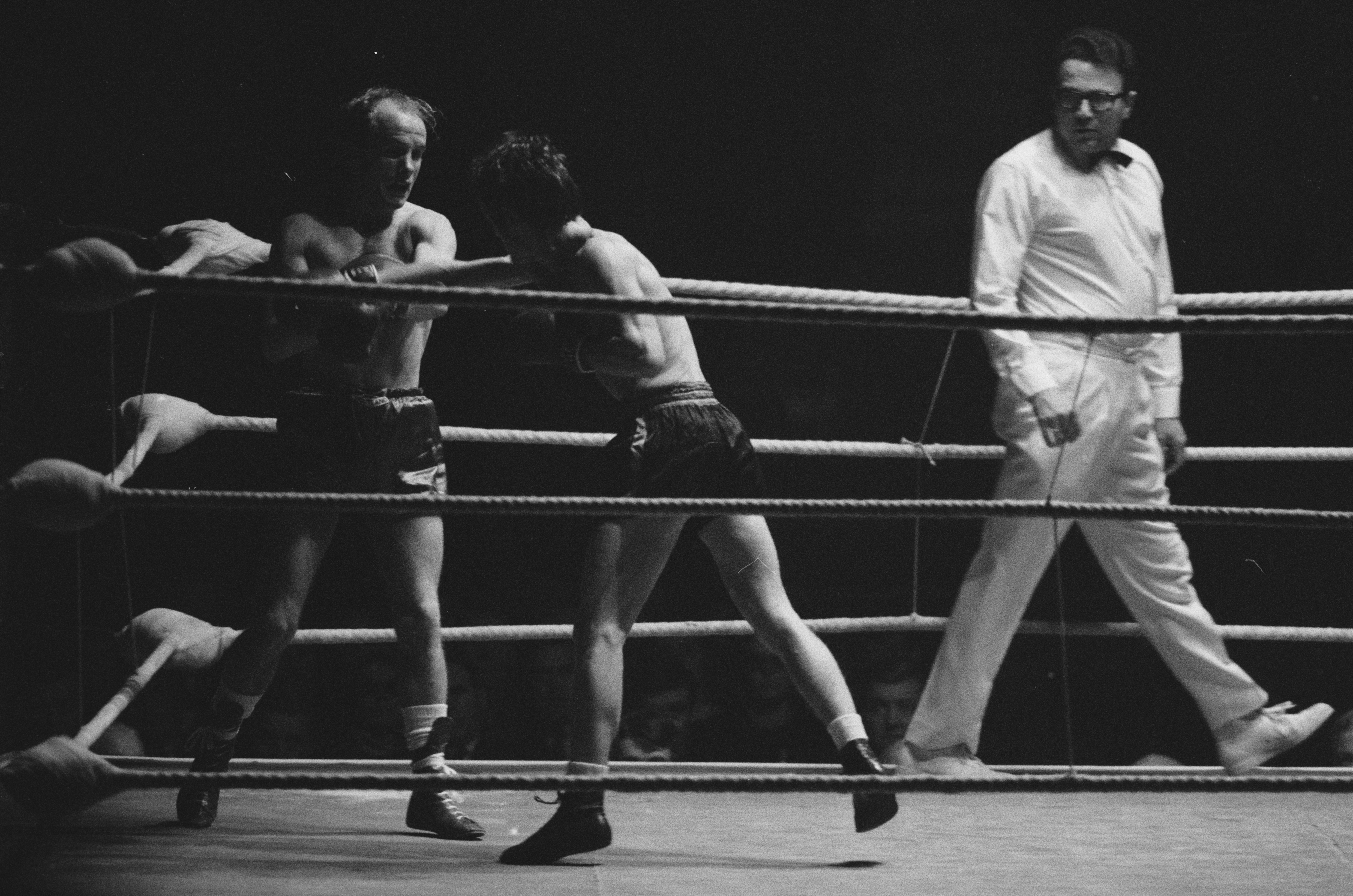
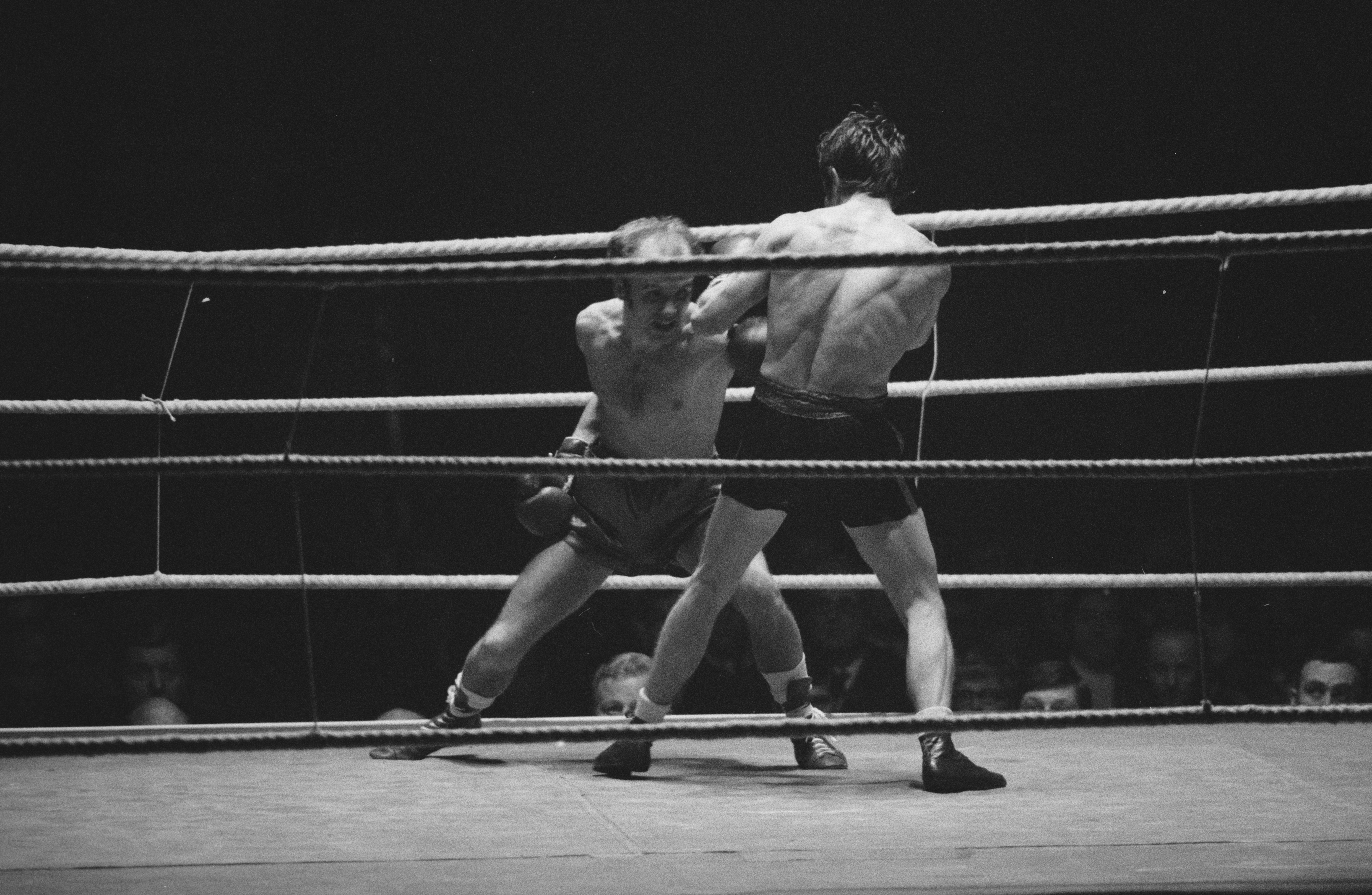
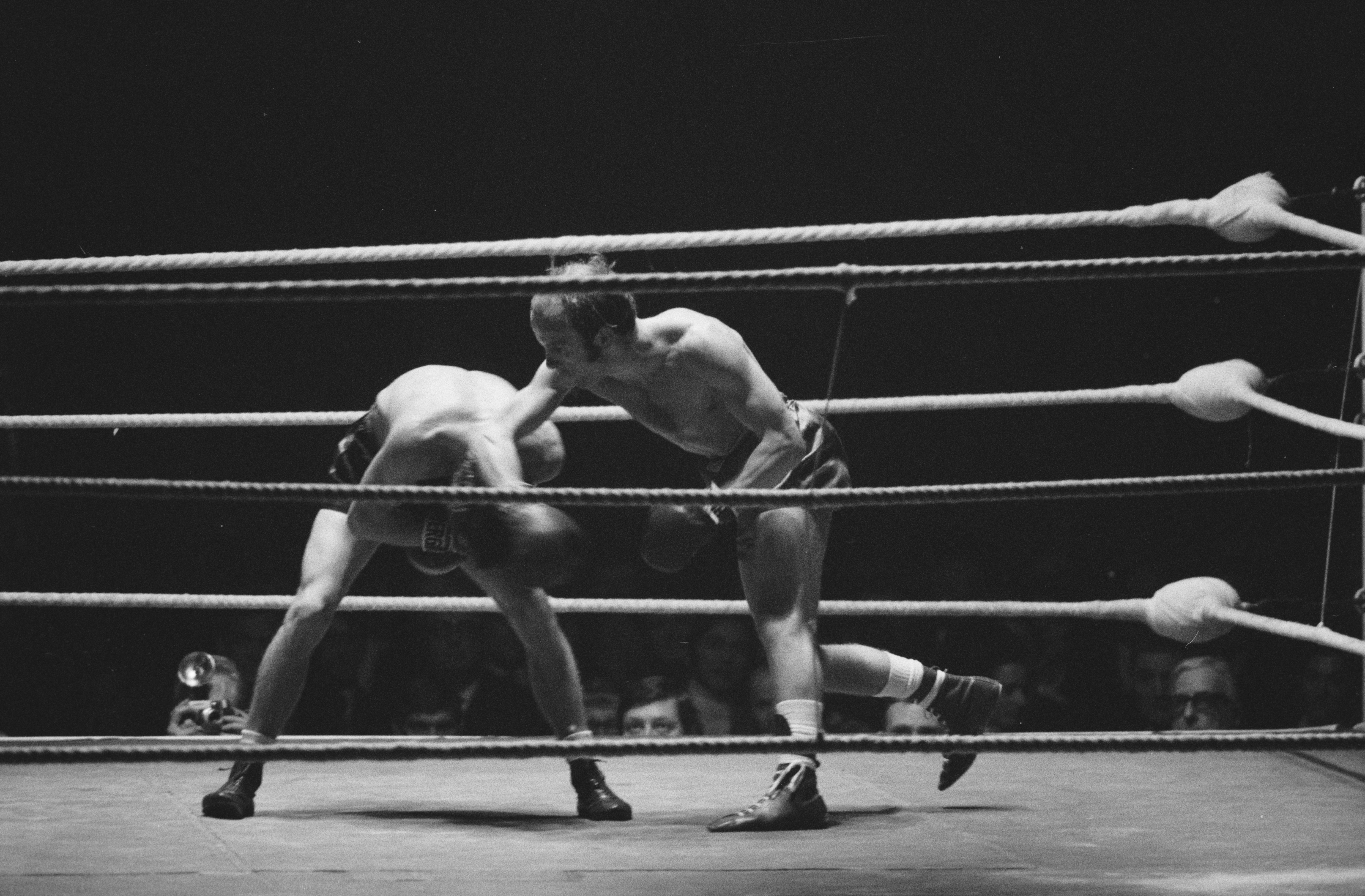
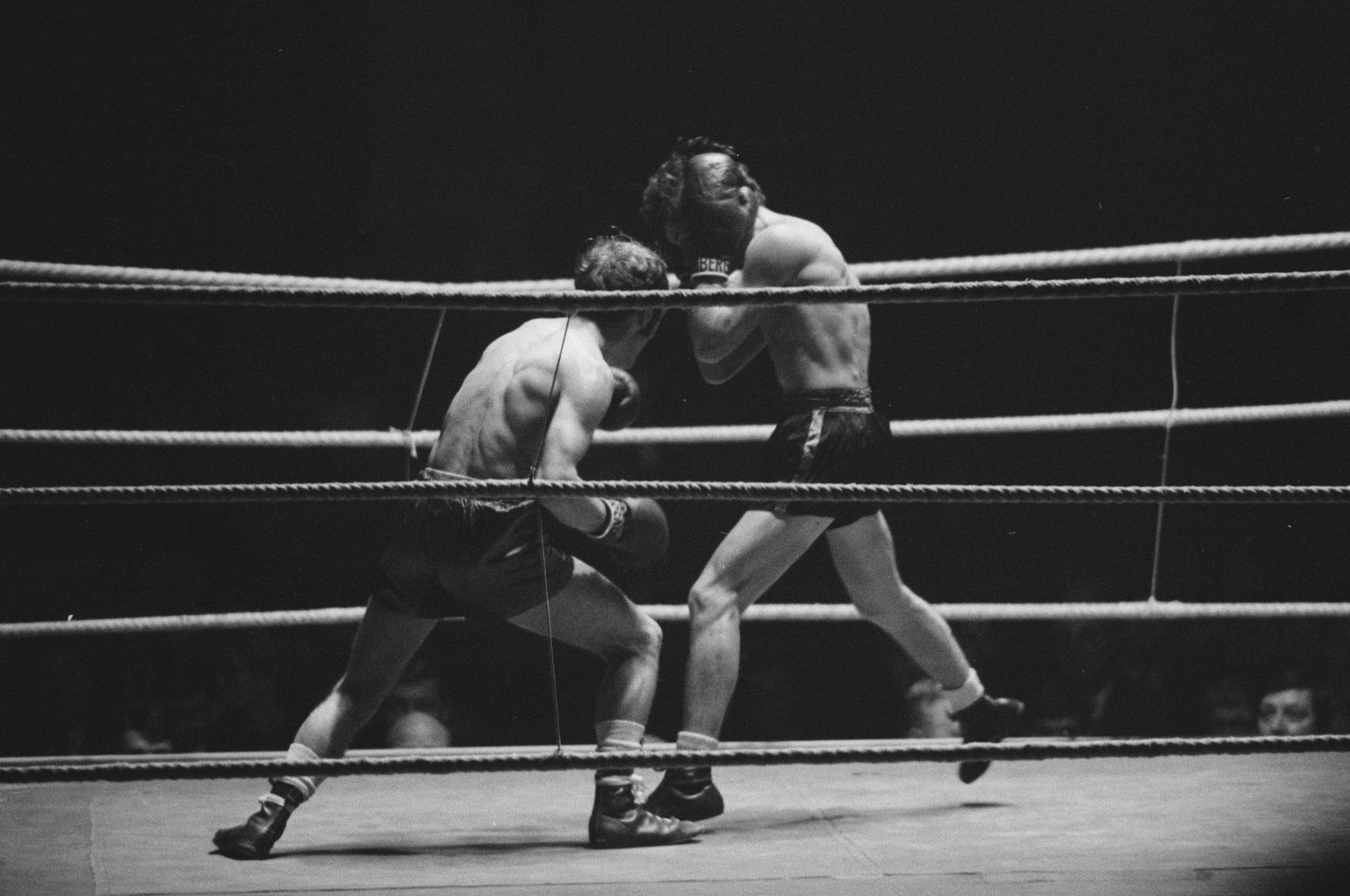
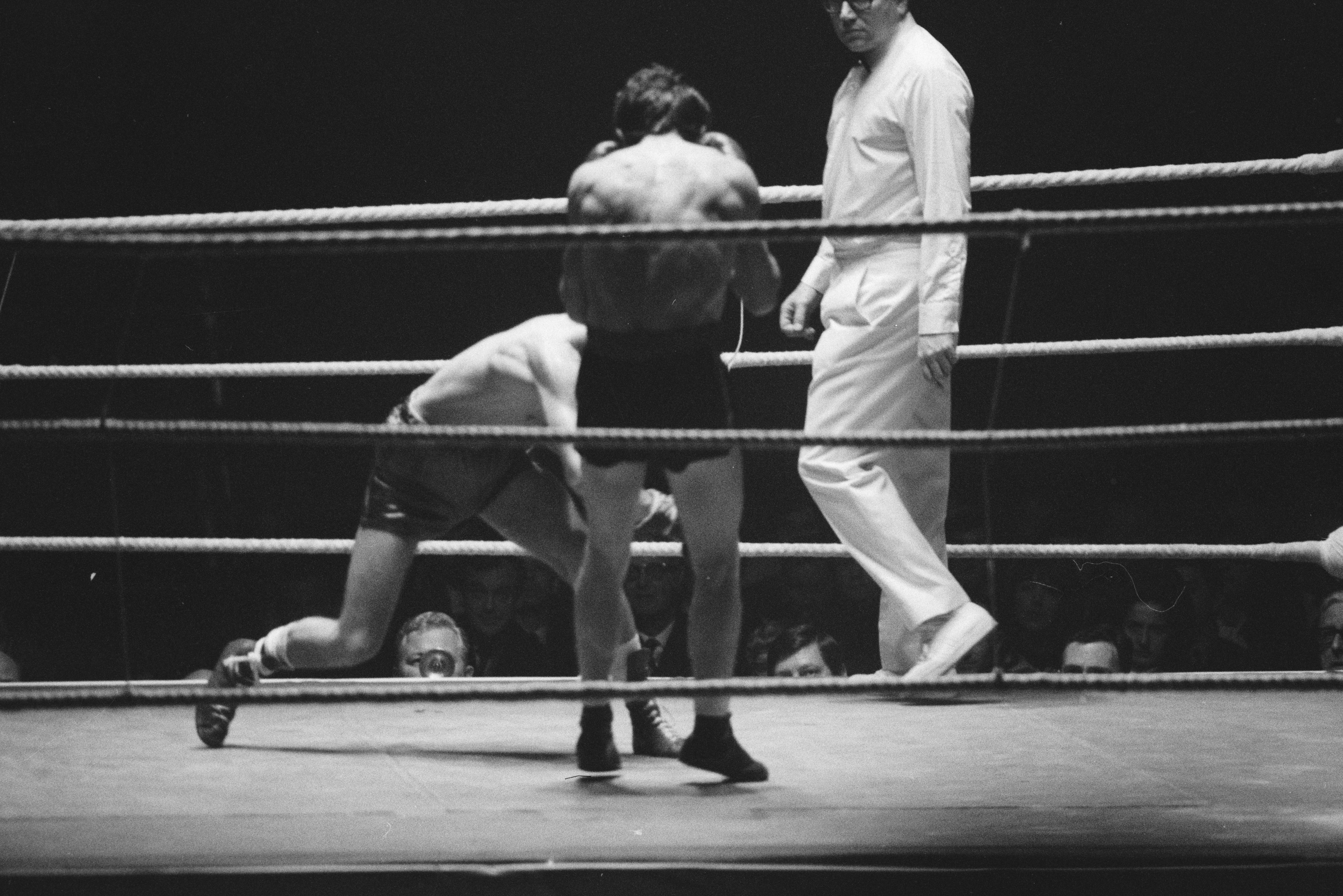
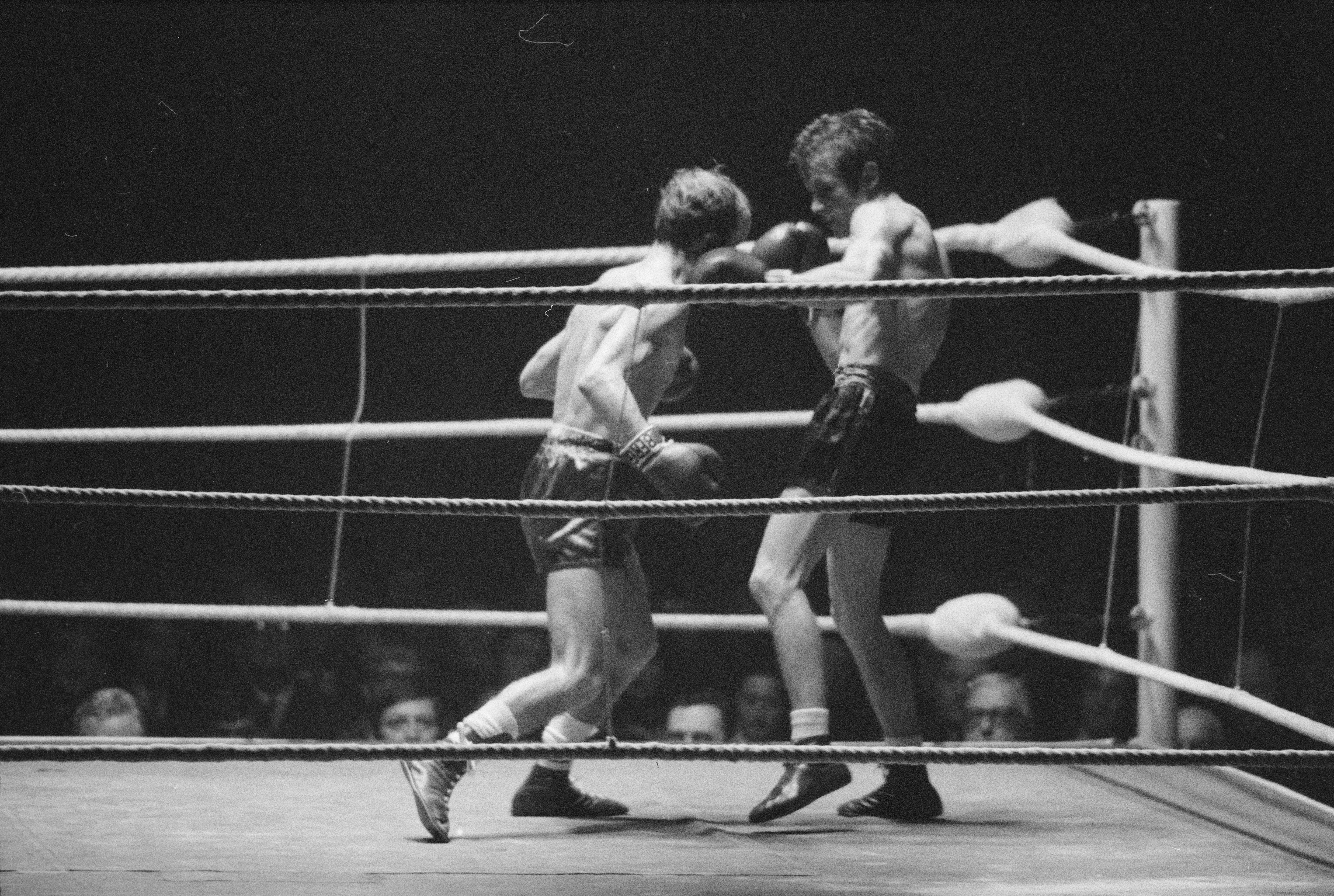
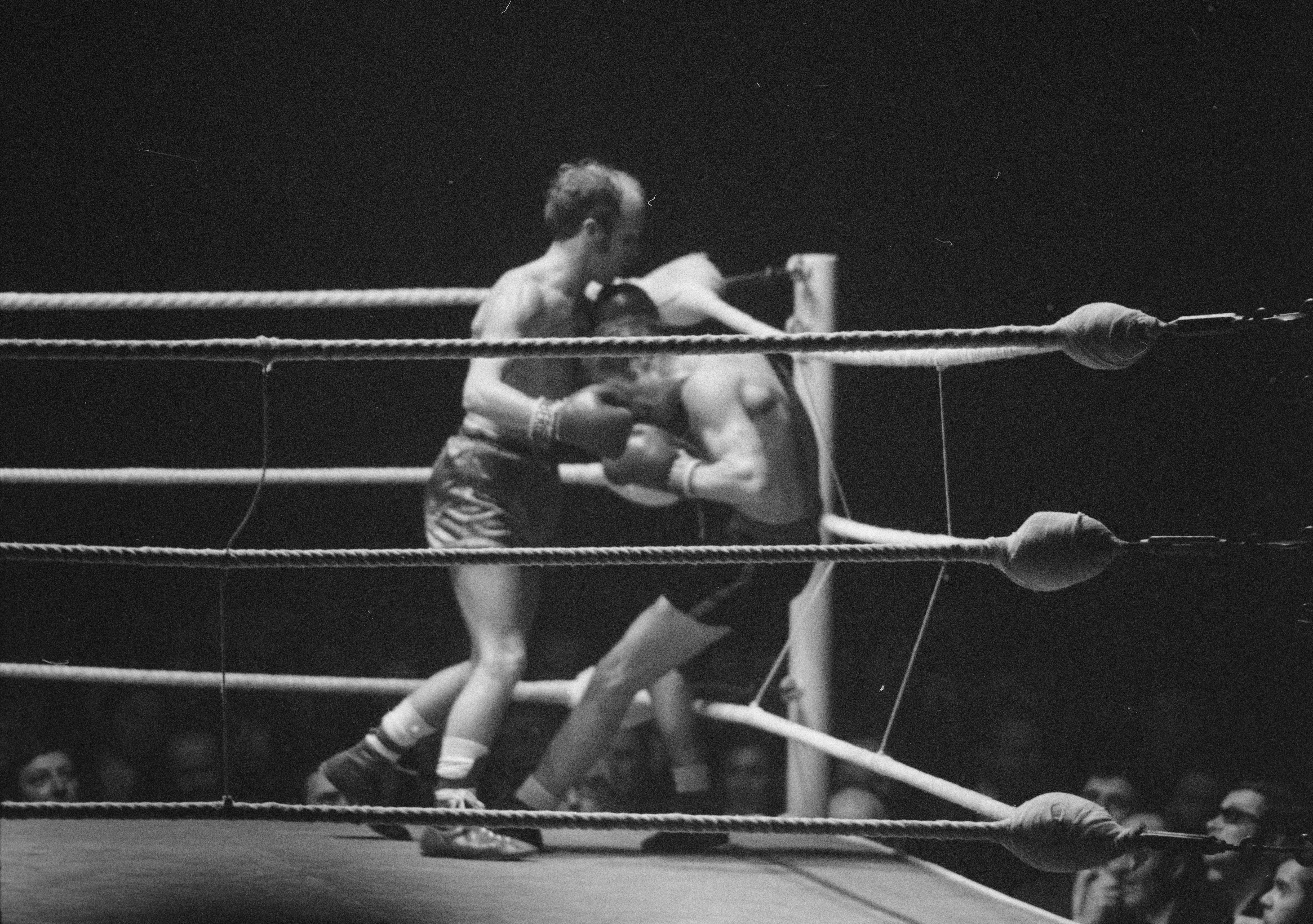

### Fritz Chervet gegen Chartchai Chionoi, 1974 im Hallenstadion Zürich

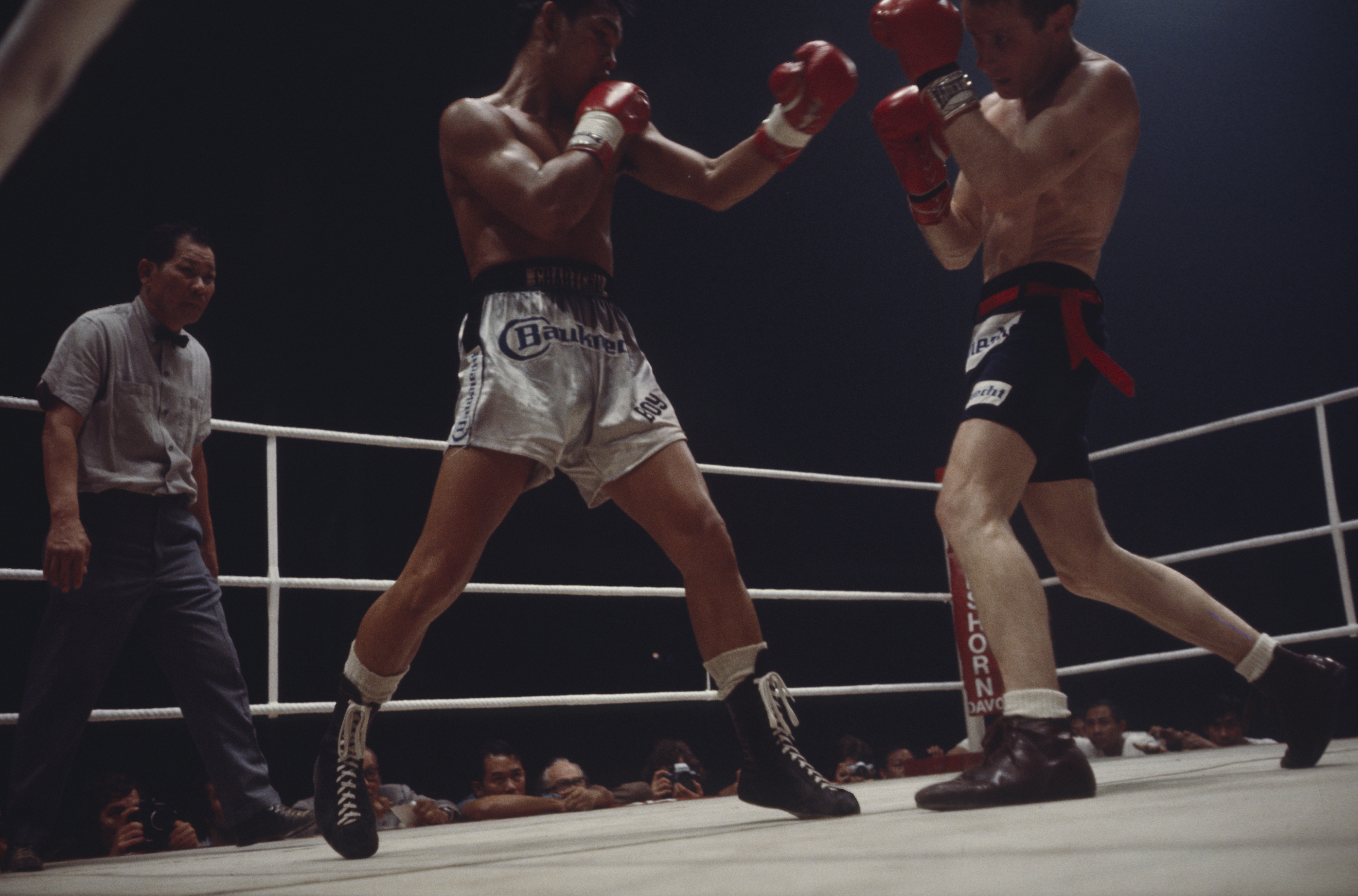
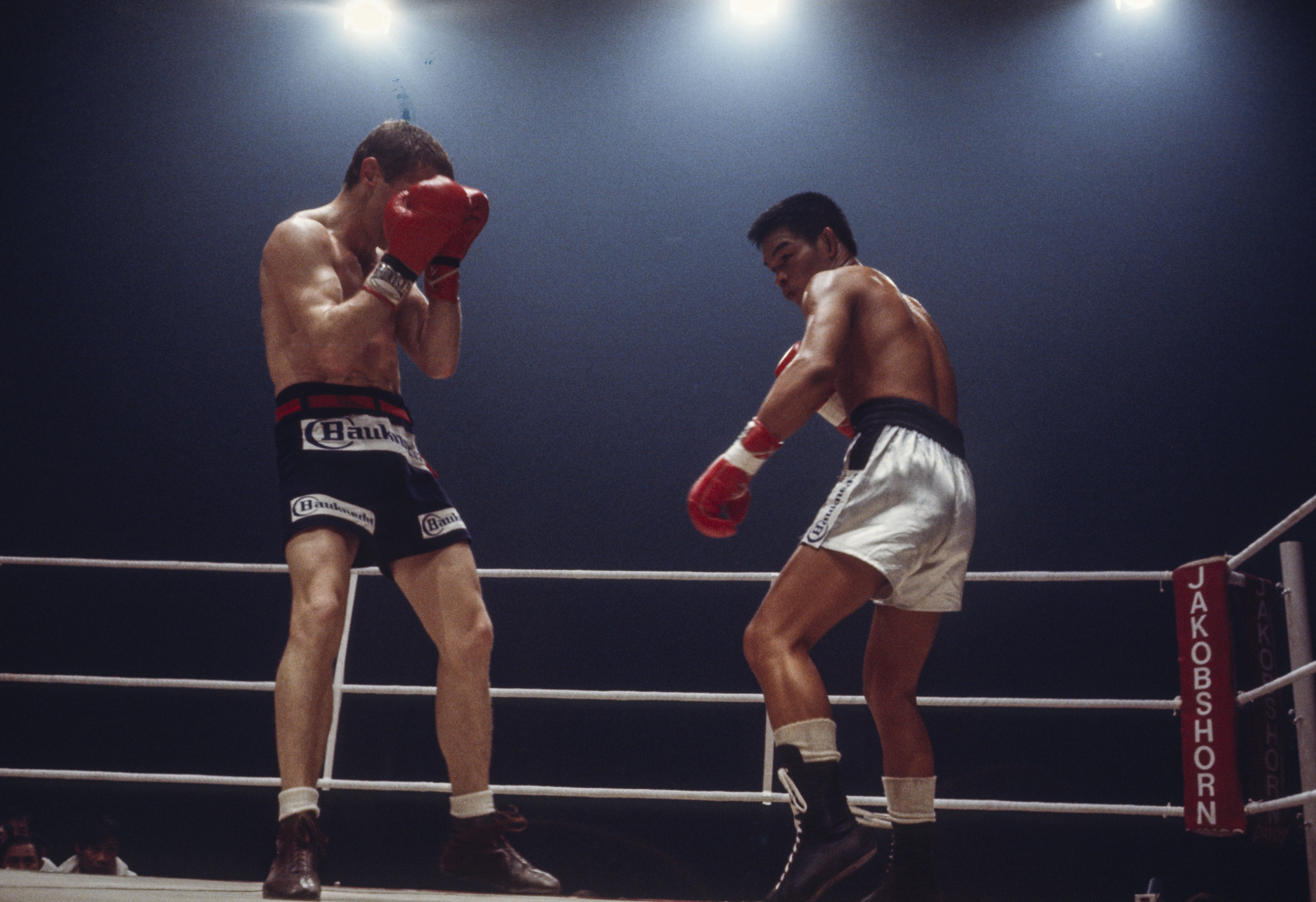
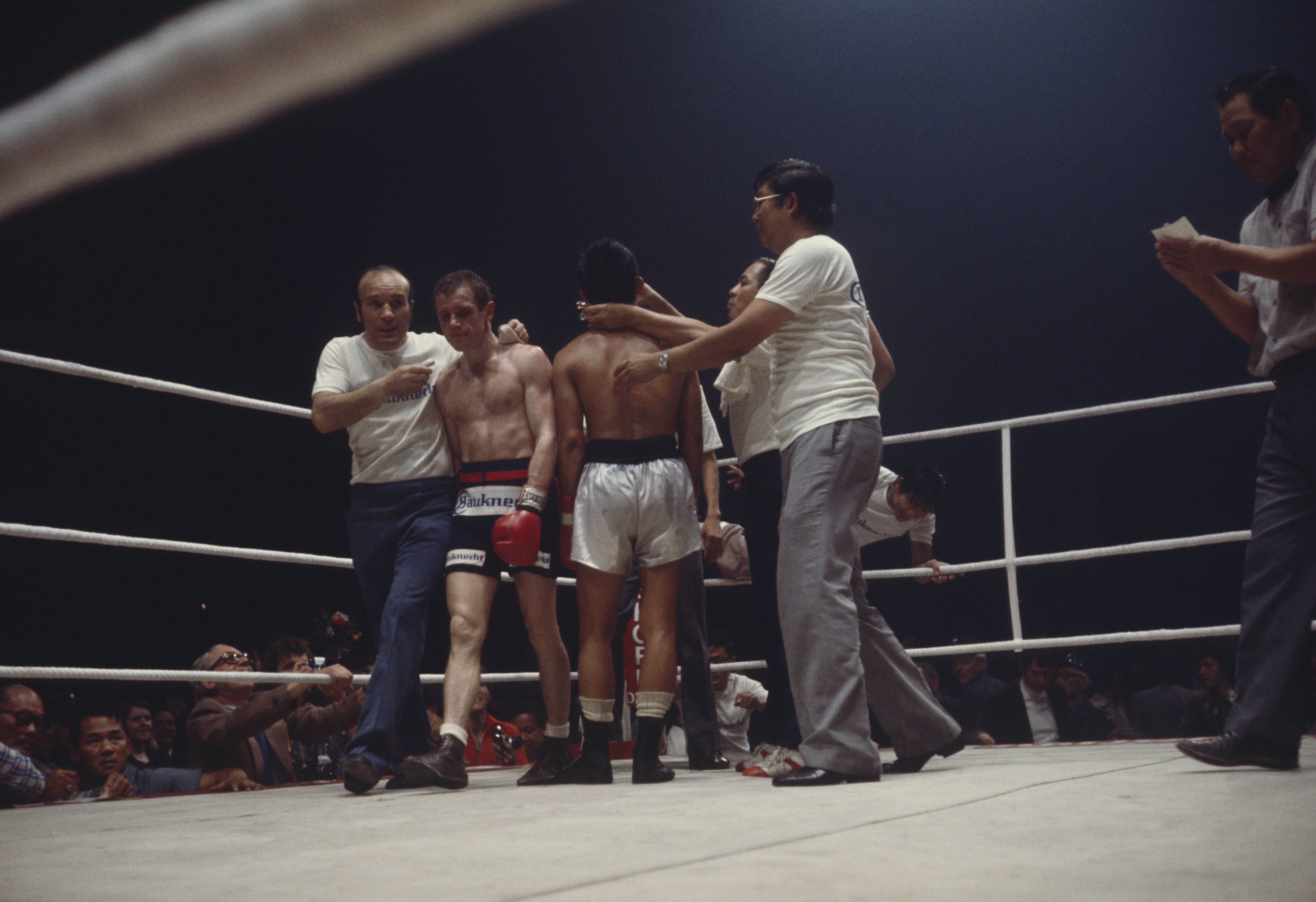
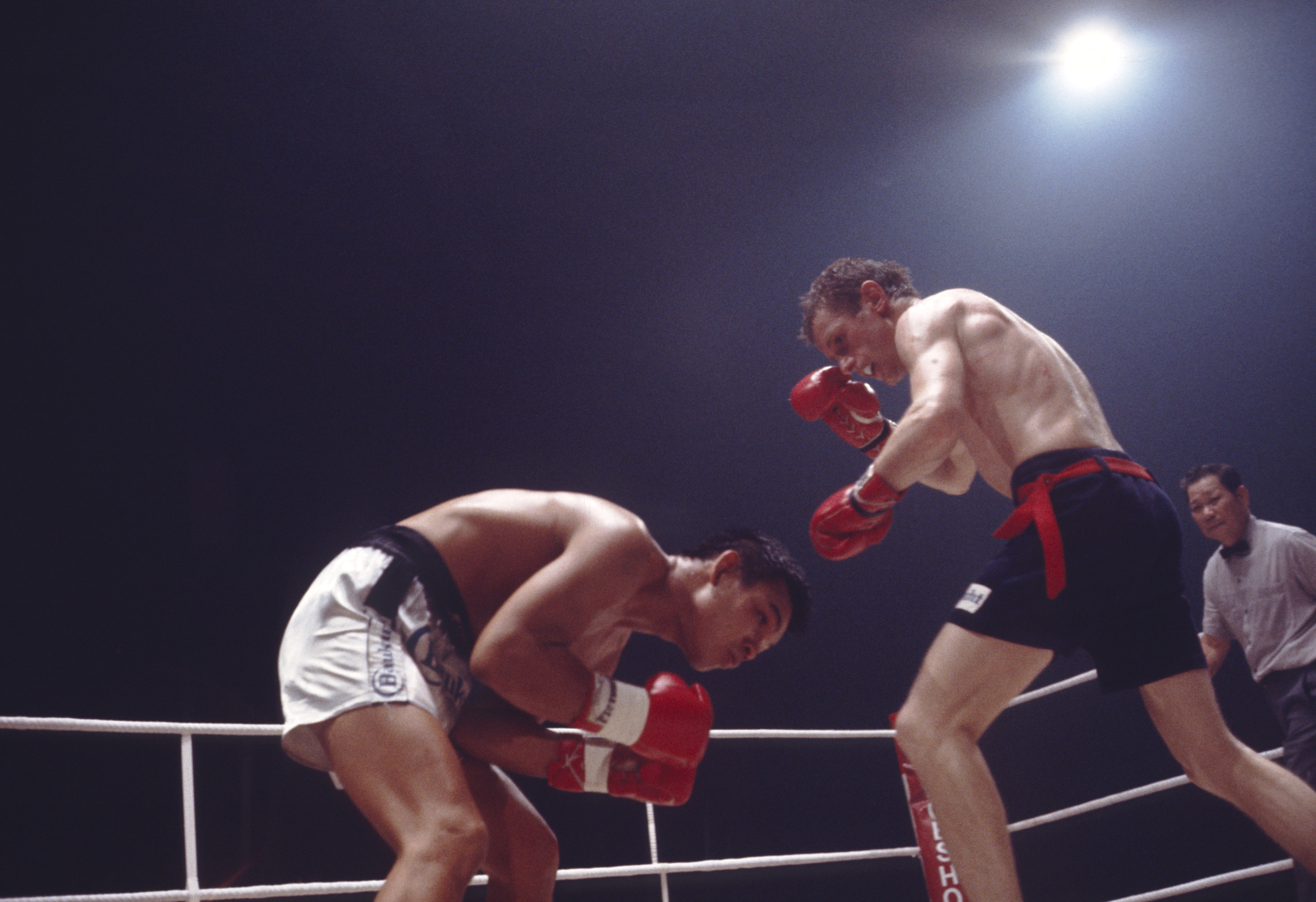
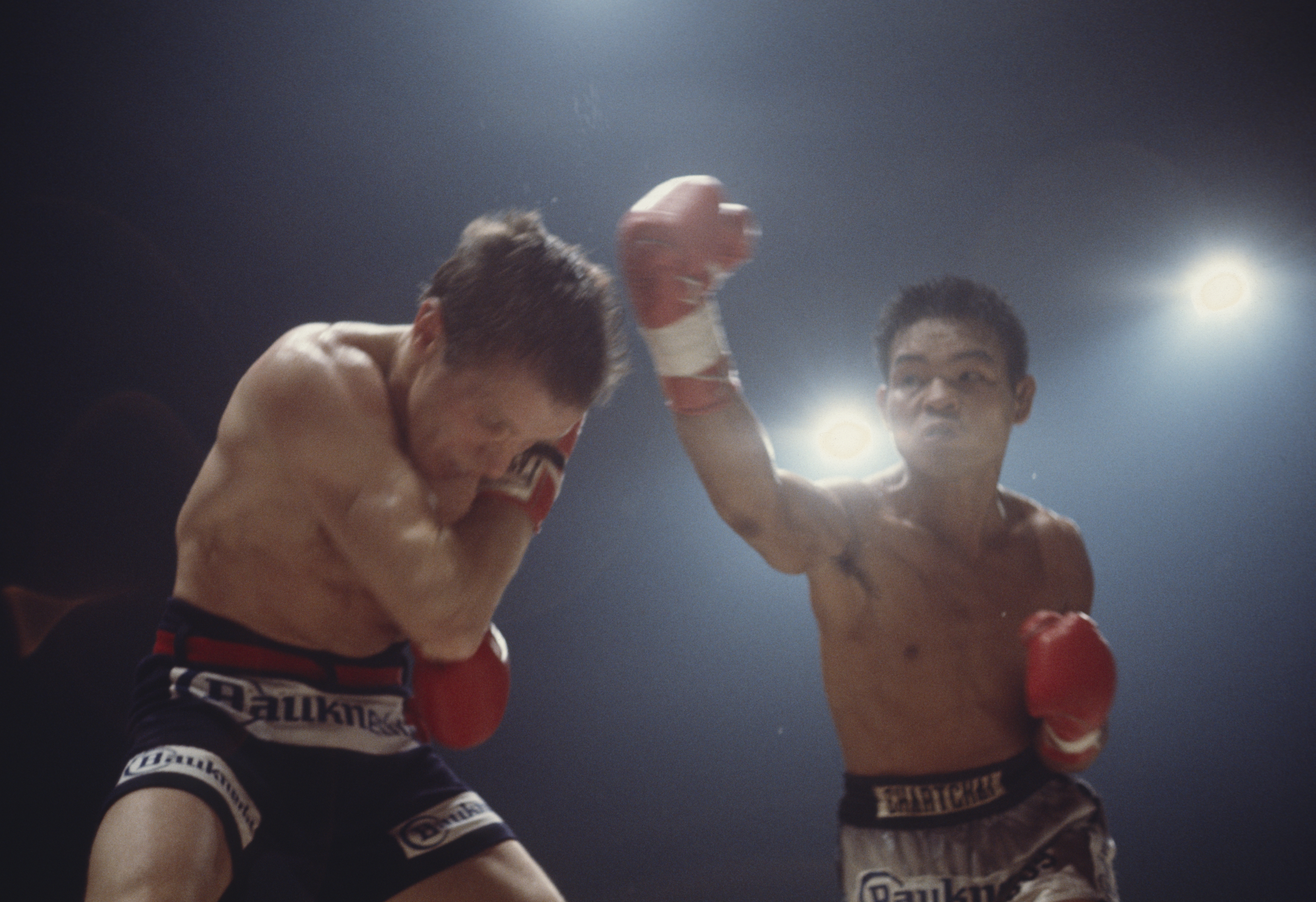